# Calopogon tuberosus
Calopogon tubéreux
Espèce
Classification APG III (2009)
Calopogon tuberosus est une espèce de plantes de la famille des Orchidaceae. Elle est originaire d'Amérique du Nord, des Bahamas et de Cuba.

## Liste des variétés
Selon World Checklist of Selected Plant Families (WCSP) (3 nov. 2011) :
- Calopogon tuberosus var. simpsonii (Small) Magrath
- Calopogon tuberosus var. tuberosus - le Calopogon tubéreux à proprement parler